# 駭客入侵：人類革命
《駭客入侵：人類革命》是由艺夺蒙特利尔開發、史克威尔艾尼克斯發行的賽博朋克主題動作角色扮演遊戲，为《駭客入侵》系列第三部作品，亦是系列首作《杀出重围》的前傳。通过结合第一人称射击、隐蔽和角色扮演元素的游戏系统，玩家可在串联起多个城市环境的枢纽世界中进行探索及战斗，藉由任务积攒经验，使用“实用组件”定制主角技能。各角色之间的对话可引发各种回应，部分对话选项及剧情关键点会影响剧情走向。
故事发生在2027年，主角亚当·杰森曾任特種武器和戰術部隊军官，现为萨里夫工业的安保主任，该公司开发出人工器官“增强组件”，引起争议。萨里夫工业遭受袭击后，亚当身负重伤，曾是他女友的研究员梅根·里德不知所踪。公司总裁大卫·萨里夫为了拯救亚当，给他植入全身的增强组件。休养了半年，增强组件加身的亚当开始追捕袭击者，查明背后的神秘组织。另外，剧情还涉及到超人类主义、巨型企业的蓬勃发展及对社会阶级的影响，同时贯穿系列赛博朋克风格环境及阴谋论主题继续出现在本作中。
开发工作早在2007年开始，由刚成立的艺夺蒙特利尔工作室派出小团队负责。他们原本打算为离子风暴2003年的作品《杀出重围：隐形战争》打造续集，但未有成功。游戏风格有两个关键元素：一是继承《杀出重围》系列的主题元素伊卡洛斯神话，二是在剧情、画风、音乐方面均有体现，共同构成系列一贯赛博朋克元素的文艺复兴艺术品及概念。团队认为开放式结局的处理有点棘手，考虑到时间限制，他们将BOSS战部分被外包给另一个开发商。由迈克尔·麦肯作曲的角色主题音乐及配乐体现出氛围音乐风格，编曲上采用三层结构。
游戏于2007年首次公布，当时开发工作刚进行补救，而正式名称及发行窗口到2010年才公布。作品发行后，追加下载内容《杀出重围：人类革命 – 消失的线索》开发完毕，改善原有的玩法。之后进一步改善原有内容、收录后续内容及宣传资料的游戏导演剪辑版于2013年在原版平台及Wii U发行。游戏获得普遍好评，由玩家推动的剧情、总体玩法、剧情和角色自由定制获得赞扬，但BOSS战和不断出现的技术问题成了主要的批评点。导演剪辑版也因玩法元素获改善而获得表扬。游戏的外传《杀出重围：陨落》随后发布，为《駭客入侵：人類岐裂》的直接续集。

## 游戏玩法

游戏城市枢纽关卡横沙下城区街道一隅。该画面抬头显示了可用的热键选项、亚当的生命值、当前装备武器及弹药量。

《杀出重围：人类革命》是一款融入了第一人称射击游戏和隐蔽元素的动作角色扮演游戏，玩家扮演植入机械控制元件“增强组件”的男子亚当·杰森（Adam Jensen）。玩家探索开放世界及定制化环境的过程以第一人称呈现，但在掩体中躲避、与非玩家角色的对话及部分攻击动画以第三人称视觉呈现。在这些环境中，玩家可以找到能推动主线剧情和支线剧情任务进展的非玩家角色，也可以利用游戏货币“信用点”（Credits），向黑市商人购买装备和武器。除最高难度模式及玩家在选项菜单中主动取消外，环境中的可互动物件会以高亮显示。
玩家用两种方式处理游戏环境，一种是以暴力杀出血路，使用掩体躲避敌人战火，另一种则是较为隐蔽地躲避卫兵和安全设备，用掩体躲避敌人视线。亚当隐身时可在不同掩体之间和角落附近移动。遇敌近战时，玩家可以选择使用致命或非致命方式徒手击倒敌人，或是使用各种致命或非致命武器。玩家可将敌人尸体移至隐蔽处，防止对方察觉引发警报。增强组件是亚当技能的关键部分，可使用实用组件（Praxis Kits）升级，这些组件可以从黑市商人处购买，也可以在游戏环境中寻找，还可以在升级时自动获得，但部分高级组件需要用一定数量的实用组件解锁。增强功能可以被动增强亚当的视野或抵御伤害的能力，也可以激活升级能力，让亚当从高出落下毫发无损，还可以增强实力。部分增强功能需要能量激活，每次会消耗一格能量。
在游戏中的有些地方，亚当需要和非玩家角色进行对话，才能激活主线和支线任务进行。亚当交谈时会收到三个能影响对话结果的选项，选择正确可帮助完成任务，选择错误会封锁完成任务的路线，迫使玩家寻找其他解决路径。玩家可激活“社交”增强功能，解读非玩家角色的表情，判断他们的心理特征，提升正确几率。亚当遇到终端和计算机，可以输入密码或直接侵入解锁。执行侵入会启动侵入画面，向玩家玩家展现取得访问权需要经过的安全系统路径，通过路径打开“目录”节点，抵达注册表，完成解锁设备。节点不同，访问难度不同，解锁过程也不同。每个设备的安保等级都有所不同，等级越高，玩家尝试入侵的次数越少。玩家每次侵入都可能会激活阻挡入侵的诊断字规程（Diagnostic Sub-Routine），这时玩家需要在限制时间内解锁，否则会触发警告，设备暂时锁定。玩家可以使用额外技能和物件延长解锁时间，比如使用软件阻止部分节点活动或直接捕获节点，或是强化节点延长时限。玩家入侵成功会增加经验值和信用值，有时还有新增物件。

## 梗概

### 背景
游戏发生在系列首部作品《杀出重围》25年前的2027年。整个系列设置在赛博朋克风格的未来世界，这个世界充斥着各种神秘组织和阴谋论，其中一个便是光明会。游戏开始前，人类社会日新月异，疑难杂症治病有方，绿色能源发展迅猛，全人类合力对抗全球变暖。与此同时，全球各大巨型公司乘势而起，令政府权力和影响力黯然失色，同时雇佣兵也逐步取代第一世界国家的正规军。生物技术和控制论的迅猛发展，促成人工器官“增强组件”诞生，极大改善人类增强人的体能。但增强技术的发展触发新一轮社会分化：增强人跻身上流社会，转变为新贵，被吹捧为全人类的未来，但大多数平民百姓依然在底层社会挣扎。另外，增强人也依赖于限量生产、运用广泛的免疫抑制剂“神经抗凝剂”（Neuropozyne）阻止人体排斥这种技术。到了本作，社会已分化为两派，一派是接受增强技术的“增强一族”（augs），一派是由于道德考虑、经济压力或身体条件差而拒绝技术的平民。两派的紧张关系最终演变成公开冲突。

### 角色
游戏主角亚当·杰森是底特律的一位平民，曾是当地特種武器和戰術部隊小队的领导，直到一次拒绝执行可疑命令，被逐出警队。此后，他在萨里夫工业（Sarif Industries）找到一份安全主管的工作，这家公司是当地一间拥有领先增强技术的企业。在该公司担任研究员的梅根·里德（Megan Reed）是亚当的前女友。游戏开始时，杰森差点丢掉性命，幸亏得到公司总裁大卫·萨里夫（David Sarif）拯救，才保证性命。亚当之后在底特律、蒙特利尔和上海横沙执行任务，遇到多位关键角色，包括萨里夫公司首席飞行员法莉达·马利克（Faridah Malik）、系统工程师弗兰克·普理查德（Frank Pritchard）、社会名媛兼皮库斯传媒（Picus Communications）公众形象伊丽莎·卡桑（Eliza Cassan）、反增强组织人类前线（Humanity Front）创办人威廉·塔格特（William Taggart）、增强技术发明人休·达罗（Hugh Darrow，达罗由于基因问题不能植入增强组件）、巨型企业泰永医疗（Tai Yong Medical）总裁赵芸茹（Zhao Yun Ru），以及雇佣兵组织“暴君”（Tyrants）的领导贾伦·纳米尔（Jaron Namir）和他的助手劳伦斯·巴雷特（Lawrence Barrett）和叶琳娜·费多罗娃（Yelena Fedorova）。

### 剧情
注：《人类革命》的主线剧情以独特的路线展开，其中许多元素需要玩家作出决定。游戏还设有多条玩家不一定会遇到的支线剧情，取决于玩家在游戏中的行动。下列剧情梗概集中于无法回避的主线剧情。
一种不再依赖“神经抗凝剂”的新型增强组件公布前夜，配有重型强化装备的恐怖组织“暴君”（Tyrants）袭击萨里夫工业，大肆屠戮员工。人们纷纷推断梅根·里德和其他科学家在这场袭击中遇害，萨里夫工业安全主管杰森则在事件中受重伤。之后，萨里夫利用高级增强组件，将他改造成半人半机器的超级士兵，挽救他的性命。令人惊讶的是，杰森的身体并不排斥植入物，不需要注射“神经抗凝剂”。
几个月后，杰森受命回应针对萨里夫工业基地的另一场袭击，这次的袭击者是反增强组件激进团体。杰森找到该组织一位接受增强的恐怖分子，发现他正从一台计算机上窃取资料。杰森本想从他口中套出情报，结果他开枪爆头自尽。普理查德后来了解到，这位恐怖分子被一名黑客远程操纵，经过定位追踪，发现位置是在高地公园（Highland Park）的一座废弃工厂。杰森来到工厂，发现“暴君”组织正重兵把守工厂下面的联邦紧急事务管理署拘留营，将拘留营当成基地，但由于上次突袭萨里夫工业未果，他们正撤离基地。杰森击败名叫巴雷特（Barrett）的“暴君”雇佣兵，对方让他到中国上海横沙岛的巨型都市寻找答案，之后他趁机自杀，但被杰森阻止。
杰森带着马利克前往横沙，找到了黑客阿里·范·布鲁根（Arie van Bruggen）。范·布鲁根正被私人军事服务公司风铃塔协会（Belltower Associates）追杀，在当地三合会头目童思宏（Tong Si Hung）的帮助下躲藏起来。范·布鲁根让亚当去泰永医疗（Tai Yong Medical）寻找答案，对方是萨里夫的头号对手、全球最大的增强组件制造商。杰森潜入泰永公司，发现纳米尔和赵云茹通电话的录像，证实梅根和其他失踪的科学家仍然活着，伊丽莎·卡桑也参与事件。杰森与赵云茹对质，发现她已经和主宰了全球利益的强力组织结盟。之后她叫来卫兵，杰森被迫逃跑。杰森去找伊丽莎，伊丽莎说自己是人工智能创造的形象，负责控制媒体。尽管是编程的产物，伊丽莎还是怀疑起自己的身份，希望杰森帮助自己。杰森后来击败“暴君”成员费多罗娃（Fedorova），之后伊丽莎出现，给杰森一份录像，让他去找威廉·塔格特的助手以赛亚斯·桑多瓦尔博士（Doctor Isaias Sandoval）。
回到底特律，萨里夫向杰森确认光明会策划了袭击。杰森潜入人类前线的集会，找到桑多瓦尔的位置。桑多瓦尔承认参与绑架，给杰森提供线索，让他去救科学家。回到萨里夫总部，杰森碰到了休·达罗，达罗正利用刚在北极建成的潘查亚基地（Panchaea Facility）应对全球变暖。接着，杰森和其他增强人开始经历严重的系统故障，当局敦促他们去更换生物芯片。普理查德找到了其中一位被绑科学家的追踪信标，让杰森回到横沙，然而杰森和马利克刚抵达便遭遇风铃塔特工埋伏。杰森循着信标找到童思宏，此时他植入了一位已故科学家的手臂。在他的帮助下，杰森用爆炸事故作掩盖，藏进休眠舱。几天后，杰森在新加坡的秘密基地醒来。他找到被绑架的科学家，了解到所谓的生物芯片故障是策划好的，目的是要借机在增强人身上植入控制芯片。杰森与科学家联手分散基地安保团队的注意力，潜入基地的秘密掩体。杰森在掩体击败纳米尔，找到梅根。梅根表示自己利用杰森的DNA研究人体排斥增强组件的现象，被觊觎的敌人绑架。
突然，达罗广播经修改的信号，让所有植入新芯片增强人陷入杀人狂潮。杰森救出科学家，调用轨道飞行器直奔潘查亚基地。杰森找到达罗，达罗认为增强技术会摧毁人的身份，希望全人类都能放弃增强。杰森关闭潘查亚的海伦计划（Hyron Project）超级计算机，结束广播。途中，杰森遇到塔格特和萨里夫，两人都希望杰森能够站在他们一边，推动他们的议程。在基地的中心地带，杰森遇到了赵云茹，对方希望将信号用在自己身上。伊丽莎之后出现，给杰森四个选择：广播全部真相，让人们远离增强技术；操纵广播，让人们怀疑人类前线的动机，进一步推动增强技术的发展；发布报道将事件归罪于光明会，说他们利用受污染的“神经抗凝剂”获利；摧毁潘查亚基地，从而使得没有人能“逆转故事”。每个选择都会引发不同的结局。
在片尾彩蛋中，梅根遇到了《杀出重围》的主角鲍勃·佩吉（Bob Page），讨论她在“Nanite病毒嵌合体”和“ D项目”中的工作。之前，佩奇指示他的同伴摩根·埃弗里特（Morgan Everett）从海伦超算中找出能抢救的技术，用于“莫非斯倡议”（Morpheus Initiative）。这些技术后来创造出丹顿克隆体（Denton clones）、人造纳米技术病毒“灰色死亡”（Gray Death）和人工智能“太阳神”（Helios），即《杀出重围》的主要剧情。

## 开发
《杀出重围》原版及其续集《隐形战争》由离子风暴开发，分别由系列创始人兼工作室联合创办人華倫·埃文·史佩特和设计师哈维·史密斯出任执导。《隐形战争》发行后，续集的开发被多次提上日程，包括史佩特离开离子风暴的时候。续集有两个主要项目，一个名为《杀出重围：暴乱》（Deus Ex: Insurrection），采用《隐形战争》的引擎，抛弃原版中引发争议的玩法机制；另一个为《杀出重围3》，将会是一款设有分支剧情的开放世界游戏。按计划，《暴乱》会是第四部《杀出重围》作品，但后来取消，促成《雪盲计划》的开发。后来，离子风暴的东家艺夺互动陷入财政危机，员工纷纷离职，最终于2005年倒闭，《杀出重围3》的前期开发因而中断。
《人类革命》的概念开发于2007年初艺夺蒙特利尔成立后不久启动。当时开发团队的规模相对较小，由制作人大卫·安福斯、总监让·弗朗索瓦·杜加斯、高级设计师弗朗索瓦·拉皮卡斯和美术总监乔纳森·雅克·贝莱特组成。为了准备打造游戏基本概念的头脑风暴会议，团体在早期做了大量研究，其中一个早期概念是将作品打造得雄心勃勃，因此需要尽早让关键人员到位。团队游玩前两部作品，判断原版游戏中哪些地方受人喜欢，哪些地方不为人喜欢，思考如何转变和改善这些地方。尽管《人类革命》本质上是系列的重启作品，但维持系列核心价值的真实感仍是早期的决定。团队向艺夺管理层介绍他们的项目时，拿出几张介绍他们想法的表格，不到两天就拿到绿灯。核心员工都是刚刚接触《杀出重围》系列，这给整个开发团队带来莫大的困难。设计阶段早期进展最为顺利的环节是蓝图测试及将不适合游戏，或是让项目大到难以处理的物件删除的阶段。在开发团队看来，最难的阶段莫过于这个两年计划的开头，即对游戏概念进行“垂直切片”，在此期间他们打算将《人类革命》的纯粹构想将其扩展到整部作品，使其达到能够上架销售的质量。
《人类革命》原计划登陆家用机平台及Microsoft Windows系统，而杜加斯坚持PC版不能是家用机版的移植。受这种理念的影响，两个版本的玩法需要给人尽可能相似的感觉。全动画过场由艺夺蒙特利尔、史克威尔艾尼克斯的CGI部门Visual Works、温哥华公司Goldtooth Creative共同打造。Goldtooth根据游戏打造草图，之后交给Visual Works处理相应的动画。Visual Works自2009年起参与项目，当时艺夺刚被史克威尔艾尼克斯收购。后来有传团队深知必须将多线叙事纳入游戏，但考虑到时间限制，认为动画制作需要由多家工作室共同完成，而时间限制也使得他们放弃了实时演算动画。至于引擎，团队采用了晶体动力为他们即将上市的下一代《古墓丽影》作品开发的引擎Crystal Engine。根据技术共享方针，此举将会增强引擎的分发能力。初期构思及早期的技术演示进展顺利，但由于艺夺蒙特利尔和晶体动力对引擎设计的看法不一，这款引擎很快便无法适应团队的需求。为了让游戏能够正常发挥作用，艺夺蒙特利尔获准抛离核心引擎，增加新的制作工具，让作品在新环境下仍能正常运作。

### 游戏设计
首席设计师拉皮卡斯负责游戏多个方面的设计，包括掩护系统、增强组件、人物对白、黑客系统、战斗及匿踪AI、可互动物件和总体平衡性。团队在设计游戏玩法时确立了四个支柱概念：“战斗”、“匿踪”、“黑客”和“社交”。游戏玩法沿袭系列诞生之初的惯例，主要以第一人称视角展开，只有部分动作场景会把镜头切换至第三人称视角。虽然这样会打破沉浸感，但团队希望这样能够让玩家和亚当形成一种联系。至于增强组件，玩家可以按照游戏风格定制，不过和系列前两部作品不同，使用机械增强组件及切换至第三人称视角时，玩家可以看到亚当形象的改变。
战斗环节参考了多部作品，其中掩护系统和战术战斗参考了《虹彩六號：拉斯維加斯》，AI设计参考了《极度恐慌》，武器与障碍物种类的联系参考了《生化奇兵》，回血系统参考了《使命召唤》，库存系统、游戏经济及与上下文相连的动作场面等方面参考了《生化危机4》。游戏发布前，粉丝群体对回血系统的看法两极，尽管这是现代游戏市场中不可或缺的一部分内容。按照计划，战斗场景将易于理解、深入人心，敌人种类有普通人，有增强人，有机器人，将同时出现，契合不同的战斗场景。至于匿踪玩法，团队参考了《潛龍諜影》的AI和警报系统，以及《星际传奇：逃离屠夫湾》匿踪玩法总体上的有机感。两款游戏针对战斗环节采用类似的戒律，使得玩家能够了解这种模式的规则和好处。互动式黑客入侵是团队在早期就确定的元素，按照他们的想法，这个环节不包括快速反应事件。黑客入侵的玩法出自桌上角色扮演遊戲《暗影狂奔》，目的是挑起紧张感，需要对设备周围环境及其安全系统进行调查，同时提供一定的奖励。社交互动环节也采用类似模式，通过类似的风险奖励系统，成为游戏总体玩法的扩展。
团队原本打算围绕游戏玩家选择中类似元素，内建BOSS战，这一设想是受《合金装备》BOSS战启发。随着剧情及玩法框架的开发成为优先事项，BOSS战逐渐失去焦点，最终开发团队没能赶在游戏发行前完成这些内容。他们原本打算去掉这些内容，但这会对剧情及游戏设计的其他方面产生负面影响。最终，BOSS战的开发外包给了Grip Entertainment，对方一直有在用这部游戏的引擎，打造BOSS战的任务落在他们身上，他们将这部分内容纳入游戏框架。对此，他们需要按照艺夺的规范，将自家的技术纳入系统，同时在项目中体现自家的开发风格。他们还尝试利用游戏的其他元素平衡以动作为重心的模式，好让所有玩家都能接受BOSS战。

### 脚本
游戏的剧本由剧情总监兼主编剧玛丽·德玛尔负责。虽然是主编剧，德玛尔在开发过程中还是参考了其他人的意见，让剧情可以通过环境和对白传递，处理玩家选择对剧情进度带来的影响。系列前两部作品的主编剧谢尔顿·帕科蒂（Sheldon Pacotti）在早期担任剧情顾问，制作过程中也经常联络各位编剧，确保剧情线符合系列的事件顺序。共有四人负责游戏的剧情，其中一位是作家詹姆斯·斯威洛。德玛尔在正式开发的四个月前加入项目，这时团队已决定将游戏打造成第一部游戏的前传，强调机械而不是纳米增强技术。德玛尔在研究时参考了多个主题，从阴谋论推测到现今的生物科技水平，最终的剧情很大程度上参考她读过的超人类主义纪实文学与小说。她将以主角亚当的视角进行的超人类主义研究，和1982年电影《银翼杀手》作比较，同时使用电子游戏媒介，以细致入微的方式围绕超人类主义的道德和动机提出质疑。她表示，亚当被迫独自面对这些问题，这是剧情上最为讽刺的地方，之前《杀出重围》的作品就曾用不同的剧情元素探讨这个问题。考虑到技术和时间限制，维持玩家的互动性，玩家结局时要从众多按钮中选择一个按下。游戏玩法在开发过程中不断进化的同时，部分元素被删掉，但剧情总体维持不变，仅作进一步润饰和改善，修补剧情漏洞。
德玛尔打造亚当·杰森一角时，希望给他一个定义明确的性格，这需要和玩家驱动的本质进行平衡。开发过程中最大的挑战是在对白中打造不同的选项，因此她要考虑通常与人为善的角色在火药味十足的对白中会说的话。于是，她把对白设计成多层，希望给剧情制造不同的氛围，呈现出差异。由此呈现的效果，便是任务中主角和配角的对白较普遍，和主角的对白较复杂，还有德玛尔自称的“对话BOSS战”。对话战和游戏玩法相连，使用社交技能可帮助玩家达成目标。在创造角色时，团队参考了《合金装备》系列的角色描绘。至于游戏中的企业，德玛尔在设计中参考了霍华德·休斯、理查德·布兰森和比尔·盖茨等企业高管的经历，将游戏中的几位总裁打造得很强势。她指出，剧情中的公司比政府强势，这与当时政界对企业权力的看法很相像。
有些背景设计参照了希腊神话伊卡洛斯。在神话中，伊卡洛斯凭着一副人造翅膀腾空飞翔，但他飞得离太阳很近，翅膀被烧断，最终摔死。世界对实验性的增强技术形成依赖，体现了这个神话，而游戏剧情正好发生在这个关键的转折点，最终结果交由玩家决定。游戏的视觉主题也体现了这种技术的主要核心，以及对人类社会的影响。团队在打造环境和场景时参考了其他来源。游戏的背景及随之引发的混乱剧情，出自小说《人类之子》，成人主题参考自《生化奇兵》，强人欲望对历史的塑造参考自电视剧《罗马》，增强人和平民之间的紧张关系参考自《X战警》系列中人类和变种人之间的剑拔弩张。而剧情中的阴谋论元素，则出自小说《骗局》、《黑色豪門企業》和弗兰克·赫伯特的《沙丘》宇宙。过场动画和对白则有《侠盗猎车手》系列和《质量效应》系列的质感。德玛尔将最终成品比喻成对比研究，指增强技术的植入破除其他社会障碍，塑造了社会阶级体制分化的全新形式。其他在系列早期作品中使用的主题，例如对畏惧文化的探索、大规模监控的运作及经济不平等所造成的剥削现象，也与《人类革命》平行。为了增加环境和剧情的深度，开发团队补充了一些书面材料，包括电子邮件、电子书和手机状的口袋秘书。

### 美术设计

游戏横沙岛的概念图。该地图仍采用赛博朋克主题，但画风和色彩有文艺复兴时期艺术品的影子。

乔纳森·雅克-贝莱特担任游戏的艺术总监，负责视觉设计。伊卡洛斯神话和文艺复兴风格艺术品是两个关键的视觉主题，两者在剧情和视觉层面交织。至于色彩方面，团队参考了扬·弗美尔和伦勃朗等文艺复兴时期知名艺术家的作品，配色方案以黑色和金色为主：黑色代表游戏的反乌托邦层面，金色象征人性和对未来的希冀。文艺复兴风格原本要融入到一切环境中，但最终变成了如同巴洛克式家具的板条箱，使得这种风格被淡化，融入到现代赛博朋克元素中。开发过程中，团队发明“赛博文艺复兴”（cyber-renaissance）一词，定义他们对文艺复兴风格、赛博朋克元素和伊卡洛斯神话的融合。游戏中的概念艺术品大部分由理查德·杜蒙特（Richard Dumont）和埃里克·加农（Eric Gagnon）创作，吉姆·穆雷（Jim Murray）、布莱恩·杜根（Brian Dugan）、蒂埃里·道森（Theirry Doizon）、阮在（Trong Nguyen）、塞巴斯蒂安·拉鲁代（Sébastien Larroudé）也有参与。
赛博朋克一直是游戏的核心元素，但开发团队中没人真正了解赛博朋克的含义，带来麻烦。他们借鉴了2000年代初期的游戏和电影，其中许多曾被定义为赛博朋克，但如今被看成科幻作品。团队虽然可以轻易复制电影《银翼杀手》的氛围，但希望可以为这种流派带来一些原创的东西。他们考虑将《人类革命》的世界和发生在25年后的《杀出重围》原版联系起来，但不同的是，原版游戏出现了发行年份常见科技元素，诸如4:3宽高比显示屏和座机电话，而《人类革命》使用了手机和宽屏电视。雅克-贝莱特表示，为了让两部作品的世界有着天壤之别，这种差别最终被放弃，由此一来原版游戏将背景设置在社会底层，聚焦于新技术的社会影响，《人类革命》聚焦于社会上层及技术的物理影响。
雅克-贝莱特与穆雷负责角色设计，穆雷此前参与漫画系列《公元两千年》的创作。设计角色服装前，雅克-贝莱特广泛参考了现代服饰设计。由于过度聚焦于文艺复兴风格会让游戏的服饰风格看起来“太过寓言化”，他们重新设计了服装，融入文艺复兴和赛博朋克元素，让它们看起来更像现在人的服装，不至于显得老土。在打造亚当的形象时，团队参考了其他赛博朋克科幻作品的主角，从《银翼杀手》到《杀出重围》原版。他们主要想给他套上太阳眼镜和风衣。雅克-贝莱特调和了他的设计，把赛博朋克主题融入到文艺复兴画风中。他把这种能文能武的设计，形容为既可以在战斗时短暂的第三人称视角镜头看到亚当的增强形态，也可以看到他在高档餐厅中用餐。亚当之前曾被设计成在整个游戏中穿着背心，但大家认为亚当这样“看起来像个渣男”，便放弃了，改成两个方案：一是在任务中以背心形态凸显动作感，二是用带几何图案的高领有袖风衣描绘文艺复兴元素。总体上看，亚当形象的最终成型耗时两年半，期间有多个设计方案为了平衡赛博朋克和文艺复兴元素而被弃用。
团队希望游戏的逼真度尽可能贯彻始终，避免出现拟真角色模型站在低分辨率的背景前这一情况。针对不同的场景，他们采用了不同程度的科技升级。其中最为逼真的地点是底特律枢纽，最为先进的是虚构的横沙岛双层大都市。底特律地区的建筑参考了日本和欧洲的现代建筑。雅克-贝莱特在给游戏打造内景时，花了许多时间研究家具设计，他打趣说团队这么一来也可以填宜家家居的商品名录。他们还规划了其他的枢纽地点，包括横沙的上层、蒙特利尔都会区“高原”（Plateau），其中“高原”有许多“非常特别的建筑，名叫‘三重楼’（tri-plexes），外部楼梯用旋转旧金属制造”。制作初期，团队还规划了印度的一个都会地点。了解到所需要的工作量，制作团队删掉了无法管理的内容，而横沙上城区还没有完成就被删掉。

### 音乐
迈克尔·麦肯于2008年到2011年间参与游戏配乐的创作，同时处理音乐的制作、表演、混音和编排。弗朗索瓦·阿伯（Francois Arbour）和埃里克·阿维塞斯（Eric Arvisais）协助编曲。安德里亚·雷维尔（Andrea Revel）和考特尼·温（Courtney Wing）参与演唱。麦肯比较了游戏的配乐和他之前给育碧《细胞分裂：双重间谍》写的音乐，认为给前者配乐难度更大，考虑到玩法和剧情的非线性特征，而《双重间谍》是线性的，更像一部电影。麦肯为《人类革命》创作的配乐体现了游戏多层的二元论主题，照他所说，即为“科技对自然、过去对未来、富裕对贫穷”，三者围绕着超人类主义的大主题展开。麦肯和声音总监斯蒂夫·什切普科夫斯基起初打算使用赛博朋克流派一贯采用的暗黑电子配乐，但在参与游戏创作的三年时间里，音乐逐渐变得“有机”。他在游戏文艺复兴风格画风的影响下，将有机、传统的赛博朋克元素融合。而电子元素则参考了约翰·卡本特、范吉利斯和橘夢樂團乐队的电影音乐。原声元素则受莉薩·傑勒德、恩尼奥·莫里科内和艾略特·高登索作品的影响。除了电影配乐，他还借鉴了阿蒙·托宾及大规模袭击乐队等电子乐队及音乐人。
麦肯表示音乐采用“三层”结构，模仿游戏在主题层面对三角形的运用。三种音乐元素为代表过去的原声（人声、弦乐）、代表未来的电子音乐，以及两种风格和乐器的混合。人声也唤起了轻微的宗教色彩，与数字3所代表的多重宗教联系连接起来，转而暗示或受文艺复兴氛围影响。三层设计的另一个例子便是氛围音乐，这种音乐需要按照亚当的情况在安静、紧张和活跃之间进行转换，各作品之间会有互动，作为独立的段落，取决游戏流程出现。这对麦肯处理主题及旋律带来了挑战，考虑到小段落可能会随着时间发展变得重复。各个环境在音乐层面上也有强烈的对比。麦肯说其中一个例子是主城市地图的各个地段：在横沙的富人区，音乐会获得轻快、丰满；而在底特律的贫民窟，音乐会反映当地毫无法律约束及环境的衰颓。音乐与环境必须相互交织，意味着麦肯需要将音乐保持在最小限度，让它不瞩目，但是仍可以觉察到。
麦肯没有为角色设计特定的主题音乐，而让所有重复出现的主题音乐不明确。他说这是风格和技术层面的考虑：从技术层面上讲，音乐体系太过简单，能带出一大堆独特的音乐段落，而从风格上看，由于没有特定的主题音乐，玩家对角色及局势的判断会受到技术层面和音乐层面的影响。他在创作初期打造了黑客场景的音乐段落，这首曲子连同其他段落是麦肯在项目间隙期创作的。2010年，他透露曾为游戏的公开预告片打造了几个版本的主题曲《伊卡洛斯》，其中一个版本长达六分钟，分五段，出现在导演剪辑版预告片。主题曲的创作需时两个月，开头采用钢琴、人声和微量合成器，最后三者完全堆叠。最终版本加入了“合成琶音”，将作品过渡到完全的赛博朋克主题音乐。主题曲及其所延伸的原声带也与游戏整个主题和模式息息相关。
原声带也收录于限量发行的《增强版》。官方专辑《杀出重围：人类革命原声带》于2011年11月15日由Sumthing Else Music Works通过实体和数字渠道发行，收录了从200段音乐中挑出50段所组成25首曲目，包括游戏中的提示性音乐及编排过的预告片音乐。麦肯所选的这些歌曲反映游戏剧情，展现多种音乐风格。他希望官方专辑能强调他为所做的整个原声带。最初他想将原声带设计成两张碟，但考虑会出现重复，便缩减到一张碟，删掉余下未发行的曲目。专辑获得多位音乐评论人的赞扬。Original Sound Version的基甸·达比（Gideon Dabi）在专辑商业发行之前评价了游戏的音乐，高度肯定麦肯的作品，认为“比前作有了巨大的提升”，也称赞低沉音乐的影响。Video Game Music Online的西蒙·埃尔克勒普（Simon Elchlepp）给出4/5星，认为专辑带出的体验“令人非常满意”，紧密贴合游戏主题，质量总体上较好，尽管主题音乐的运用有些许可以察觉到的失误。RPGFan的利兹·马斯（Liz Maas）认为专辑的曲目倾向于同质化，只有《巴雷特BOSS战》一曲较为脱俗。他认为专辑与游戏主题保持一致，值得购买。

## 发行
艺夺法国总监帕特里克·梅尔基奥尔（Patrick Melchior）2007年5月接受MusiquePlus采访时，表示《杀出重围》系列的第三部作品正在开发中，但艺夺没有就报道作出评价。直到11月，艺夺蒙特利尔项目经理斯特凡·德斯托（Stéphane D'Astous）才确认游戏存在，但这个想法最近才得到批准。首支先导预告于2007年11月26日公布。正式名称、首批细节、初定发行窗口于2010年游戏开发者大会公布，游戏由史克威尔艾尼克斯全球发行。作品最初计划2010年发行，后来改到次年4月以后，为团队预留时间打磨玩法。游戏于PlayStation 3、Xbox 360和Microsoft Windows平台发行。除了控制方案，各平台的玩法一致。一开始艺夺考虑到DVD的限制会使得各语言版本需分拆发行，计划为PC零售版设置区域限制，但最终在玩家的反对下取消。
PC移植版由艺夺蒙特利尔外包给Nixxes Software，双方之前曾就《劳拉与光之守护者》的PC移植版等多个项目进行合作。艺夺之所以将PC移植的工作外包出去，是因为他们无法处理三个不同的版本，但又希望移植版能保持水准。Nixxes此前已接手项目的合作，是受信任的移植版开发商，再加上他们透彻理解游戏引擎，因此被选中。此后双方保持联系，使用相同的代码库开发，让PC版和家用机板的内容和画面尽可能接近。Nixxes在移植时开发了一款DirectX 11渲染器，能对图形进行多项调整和额外的修饰，例如增加密鋪和额外的抗锯齿选项。为了配合键盘操作，他们也专门设计控制键和HUD。PC移植外包的消息公布之初，外界评价褒贬不一，这让团队更加坚定打造高水准移植版的信念。后续技术协助由超威半导体提供。游戏也被移植到苹果公司的OS X平台。OS X版于其他版本发行后，在2011年9月公布，由Feral Interactive负责，他们凭借《生化奇兵》和《英雄本色》等作品的OS X移植版打响名气。
游戏于2011年8月在西方主要国家发行，8月23日登陆北美，8月25日登陆澳大利亚，8月26日登陆欧洲。除了独立发行版，北美和欧洲还有几个增加额外内容的特别版：“爆炸任务包”（Explosive Mission Pack）包含一个新任务，主角是《杀出重围》的一个中心角色，还有额外的武器和装备；“增强版”（Augmented Edition）包括“爆炸任务包”的全部内容，额外增加新装备及游戏内奖励。欧洲版比北美版多几附加物件。Steam预购版还附上可在《絕地要塞2》解锁《杀出重围》主题物件的代码。OS X移植版于2012年4月26日发行，名叫“终极版”（Ultimate Edition），除了前年发行的所有可下载内容，还收录所有预购内容。PC版的发行出现波折，零售商游戏驿站曾一度删除原版发行包的内容：他们命令员工删掉在线游戏服务平台OnLive上免费游玩《人类革命》的优惠券，指OnLive是他们旗下子公司Spawn Labs和Impulse（最近才收购）的竞争对手，优惠券会让OnLive得利。游戏驿站随后道歉，向8月26日前购买《杀出重围》的顾客及向他们的员工报告该问题的人员补偿50美元购物礼品卡。
游戏的日文版在PS3和Xbox 360平台发行，收录全部预购内容，PS3另外收录英文配音。日本版未出现游戏子标题，直接定名为《杀出重围》。尽管删掉了过度暴力、带暗示性的内容，日本版还是被娱乐评级委员会電腦娛樂分級機構评为“Z”级，等同于北美娛樂軟件分級委員會的“仅限成人”（Adults Only）级。作品原计划与万代南梦宫的《無盡傳奇》同日发行，但后来要应分级机构要求作进一步修改，发行日期推迟到次月，最终在10月20日发行。

### 失踪的线索
发生在主线剧情期间的DLC章节《杀出重围：人类革命 – 失踪的线索》10月18日在Steam和Xbox Live数字平台发行，19日登陆PlayStation Network。该DLC还在日本登陆主机平台，2012年3月7日登陆PSN，3月20日登陆Xbox Live。剧情被设计成主线剧情的过渡事件，主角亚当被抓到风铃塔的一艘货船上，身上的增强组件被人拿走。逃出货船后，他来到风铃塔的一座基地，解开其中的谜团。
DLC最初计划于2010年8月公布，为游戏的拓展内容。开发商最初没有DLC的计划，直到游戏的视觉主题定下来，才开发着手开发DLC内容。开发团队核心成员虽然参与其中，但由于《人类革命》才是开发的重心，工作进展依然缓慢。在《失踪的线索》中，开发团队改善了照明、游戏机制、玩家自由度和角色动画。DLC的开发工作由艺夺蒙特利尔全部负责，团队因而有机会为BOSS战打造多种方案，补偿他们无法在主线剧情中实现该功能的遗憾。

### 导演剪辑版
游戏导演剪辑版《杀出重围：人类革命 – 导演剪辑版》（Deus Ex: Human Revolution – Director's Cut）于2013年4月公布，由艺夺蒙特利尔、澳大利亚开发商Straight Right（曾负责《质量效应3》Wii U移植版）和加拿大Snowed In Studios联合制作。该版本原本是Wii U独占作品，后来才包括原本发行的平台。其中一项重大改变是BOSS战场地：团队无法打造击败BOSS的非致命选项，但为玩家提供了另一种策略，就是采用隐匿且不致命的方式。另外还调整了能量系统，改善了敌人AI，升级了照明和阴影系统，都是团队希望在主游戏中改善的方面，在《失踪的线索》开发时就已实现。尽管之前一些大作的Wii U版不被外界看好，艺夺蒙特利尔依然认为这会是为《人类革命》打造“终极版”的契机。
Wii U版的定价比其他主机版要高，团队解释是功能多了。另外主机版还有专为Wii U的Wii U控制器、PS3的PlayStation Vita、Xbox 360的Xbox SmartGlass打造第二屏幕选择。一开始开发Wii U版，团队就希望游戏玩起来更加轻松，同时重新起用2010年CGI预告片中的一些早期元素。将《导演剪辑版》移植到多个平台的决定是在回应玩家要求多平台发行的诉求。《导演剪辑版》收录新增内容及主游戏，同时将DLC章节《失踪的线索》新增的装备带到主线剧情。持有原版的用户可获得升级优惠，优惠幅度由玩家所持附加内容多寡决定。该版本于2013年10月22日登陆Wii U、PC、PS3和Xbox 360。OS X移植版由主游戏移植开发商Feral Interactive负责，2014年4月16日上线。

### 相关媒体
游戏的限定宣传连载漫画于游戏发行前公布，由罗比·莫里森编剧、塞尔吉奥·桑多瓦尔（Sergio Sandoval）和特雷弗·赖辛绘画。封面由吉姆·穆雷（Jim Murray）负责，麦克马勒和雅克·贝莱特负责剧情和美工监督。该漫画由DC漫画于2011年2月9日到6月10日间发行。
衍生小说《杀出重围：伊卡洛斯效应》（Deus Ex: Icarus Effect）由詹姆斯·斯威洛撰写。小说剧情与主游戏剧情同时发生，新主角本·萨克逊（Ben Saxon）和安娜·凯索（Anna Kelso）将揭露一个深藏的阴谋。小说最初于2010年7月公布，2011年2月22日由巨人图书发行。斯威洛的第二本小说《杀出重围：折翼天使》（Deus Ex: Fallen Angel）于《导演剪辑版》发行当天在网络免费开放下载，讲述了马利克早年在横沙的经历。艺夺蒙特利尔和CBS影业计划推出一部改编自《人类革命》的电影，由史考特·德瑞森导演、编剧，C·罗伯特·嘉吉编剧，罗伊·李和阿德里安·阿斯卡里耶（Adrian Askarieh）制作。

## 评价
| 汇总媒体   | 得分                                                                                               |
| ---------- | -------------------------------------------------------------------------------------------------- |
| Metacritic | PC （原版）：90/100 PC （导演剪辑版）：91/100 PS3：89/100 X360：89/100 WIIU （导演剪辑版）：88/100 |

| 媒体             | 得分                                  |
| ---------------- | ------------------------------------- |
| Eurogamer        | 9/10                                  |
| Game Informer    | 8.5/10                                |
| GameSpot         | 8.5/10 （原版） 8/10 （导演剪辑版）   |
| IGN              | 9.0/10 （原版） 8.3/10 （导演剪辑版） |
| 官方任天堂杂志   | 90% （导演剪辑版）                    |
| 官方Xbox杂志英国 | 10/10                                 |
| PC Gamer英国     | 94%                                   |
| Fami通           | 36/40                                 |

游戏发行时获得了普遍好评。汇总媒体Metacritic为各版本打出的评分为PC版90（满分100，下同）、PS3和Xbox 360版93，各有52、50和70条专业评价。《导演剪辑版》也同样获得总体正面的评价：Metacritic分别根据30条和4条专业评价，为Wii U和PC版打出88（满分100，下同）和91分。
Eurogamer的汤姆·布拉姆韦尔（Tom Bramwell）表扬剧情契合游戏机制，特别指出支线任务充实了游戏世界，对白和角色互动犹如拳击比赛。《Game Informer》的安德鲁·雷讷（Andrew Reiner）认为剧情和世界“引人入胜”，但杰森算是比较弱的角色。GameSpot的凯文·范奥德（Kevin VanOrd）赞扬剧情风格及对当代主题的探索。IGN的亚瑟·吉斯（Arthur Gies）认为剧情贯彻始终，尽管有些地方写的不好。《PC Gamer》的汤姆·法兰西斯（Tom Francis）未对剧情做过多评价，而是指出了游戏的规模及各种充实玩家体验的环境细节。《官方Xbox杂志》迈克·钱纳尔（Mike Channell）认为该游戏是剧情最为睿智的主机游戏，表扬主线剧情和支线任务，尽管部分配角剧情的完成度不高。《Fami通》注意到，游戏给玩家的选择很多，赞扬了呈现给玩家的对话选项。
布拉姆韦尔称赞整体玩法，说入侵设备是他最喜欢的活动，尽管他认为游戏的限制因整体质量而显得突出。雷讷对整体体验的评价正面，但发现敌人AI有缺陷，总体平衡性有问题。范奥德赞扬了选择与游戏时间的自由度，但认为敌人AI较弱，干扰了整体体验。吉斯同样赞赏玩家有很大的选择性，认为匿踪玩法和动作场面同样强大。法兰西斯认为玩家所获得的选项堪比原版游戏，尽管有些选项的设计比较直白，同时称赞入侵设备环节比系列前几部作品更具互动性，也普遍享受动作和匿踪玩法。钱纳尔认为未增强前的战斗场面“很笨拙”，但总体上认可战斗环节的演化过程，称赞游戏对匿踪和对白机制的器重。《Fami通》盛赞游戏玩法，认为作品成功融合角色扮演和第一人称射击游戏两种类型，赞扬角色定制功能机敌人AI。BOSS战受到一直批评，评论人认为该环节执行力不佳，或是与其他方面的体验不一致。
布拉姆韦尔表扬关卡设计，批评室内环境重复。雷讷认为杰森的配音演员缺乏表现力，面部动画“机械化”，但表扬配乐有《质量效应》的影子，总体上认可环境设计。范奥德赞扬视觉效果的同时，也认为面部动画过时，说遇到了加载时间较长等一系列的技术问题。吉斯盛赞游戏的美术风格和音乐，也指明技术困难和声音表现的不足。类似地，法兰斯认为任务的环境“华丽”。钱纳尔称赞视觉，指配音“无可挑剔”。
IGN的布莱恩·阿尔伯特（Brian Albert）评价《导演剪辑版》时，指出敌人行为有前后矛盾的地方，但也做出了许多和评价原版游戏时一样正面的评价，也表扬了新增的游戏机制和改善过的BOSS战。GameSpot的范奥德也认为面部动画过时，AI表现不佳，但称赞《导演剪辑版》的其他方面，尤其是BOSS战的改善。布拉姆韦尔再度为Eurogamer撰文时，盛赞BOSS战的改进及《失踪的线索》等无法独立发行追加内容的纳入，再度提到他之前评价原版游戏时表扬的地方。《官方任天堂杂志》的迈克尔·加珀（Michael Gapper）认为，《导演剪辑版》所做出的改变都改善了游戏，赞扬游戏玩法的平衡、选择的自由以及新加入的功能。

### 销量
游戏在北美发行已是8月下旬，但依然是当月销量最好的游戏作品，到了9月份跌至第6名，仍保持前10位置。在英国，不包括数字版销量，游戏所有版本均位列榜首，其中Xbox 360销量最好，占57%，PS3占31%，PC占13%。第一周销量接近100万份，比《隐形战争》发行期间的销量整整多处2.6万份。后来被《尊巴健身》击败，成为当月销量第二的游戏。游戏次周销量虽然下降47%，但稳拿销量冠军，到9月才降至第5名。游戏位列英国2011年游戏销量榜第21位。据2011年11月的报道，游戏的总销量达218万份，其中北美80万，欧洲138万。不俗的成绩使得史克威尔艾尼克斯蒙特利尔4月至8月间所得利润高出预期三倍，被认为是“有利可图的结果”。

## 续集
游戏发行后，N-Fusion Interactive便开发出移动端外传作品《杀出重围：陨落》。《陨落》为《伊卡洛斯效应》的续集，讲述主角萨克逊（Saxon）和凯索（Kelso）之后的故事。游戏于2013年7月登陆iOS，2014年登陆Android和PC。之后在2013年，系列另一部开发中的全新作品随《导演版》的发行日期一道公布。这部作品便是《人类革命》的续集《駭客入侵：人類岐裂》，发生在亚当摧毁潘查亚两年后，到那时人们排斥增强技术，增强人遭到种族隔离。作品于2016年8月发行，被列入“杀出重围宇宙”，用游戏和新增的媒体将扩展系列的世界观。